# Opius clellanvillensis
Opius clellanvillensis är en stekelart som beskrevs av Fischer 1964. Opius clellanvillensis ingår i släktet Opius och familjen bracksteklar. Inga underarter finns listade i Catalogue of Life.